# أكسل بيرغ (لاعب كرة قدم)
أكسل بيرغ (بالنرويجية البوكمول: Axel Berg)‏ هو لاعب كرة قدم نرويجي في مركز مهاجم ‏، ولد في 8 يوليو 1938 في أوسلو في النرويج، وتوفي في 12 أبريل 2020 في باروم في النرويج. شارك مع منتخب النرويج تحت 19 سنة لكرة القدم ومنتخب النرويج تحت 21 سنة لكرة القدم ومنتخب النرويج لكرة القدم. أما مع النوادي، فقد لعب مع نادي لين.

## وصلات خارجية
- أكسل بيرغ (لاعب كرة قدم) على موقع اتحاد النرويج (النرويجية)
- أكسل بيرغ (لاعب كرة قدم) على موقع قاعدة بيانات كرة القدم.إي يو (الإنجليزية)
- أكسل بيرغ (لاعب كرة قدم) على موقع ناشيونال فوتبول تيمز (الإنجليزية)
- أكسل بيرغ (لاعب كرة قدم) على موقع عالم كرة القدم.نت (الإنجليزية)